# Forêt royale
Pour les articles ayant des titres homophones, voir Forez et Foret.
L'expression « forêt royale » désigne des terres, le plus souvent des massifs forestiers ou boisés, généralement significativement étendus, appartenant ou ayant appartenu à la famille d'un monarque, réservés à son seul usage et à celui de sa cour (chasse dont chasse à courre en général) ou un peu plus largement à une aristocratie explicitement reconnue par lui. La pratique de se réserver de vastes territoires à l'usage exclusif de l'aristocratie était commune dans toute l'Europe lors de la période médiévale.
Il peut s'agir de nos jours d'une désignation historique patrimoniale ou d'un classement juridique encore en vigueur (comme au Royaume-Uni par exemple).
Ces zones étaient le plus souvent réservées à la pratique de la chasse aux grands mammifères (puis au Royaume-Uni notamment à des animaux plus petits - tels que le renard - alors que le « grand-gibier » avait presque disparu).

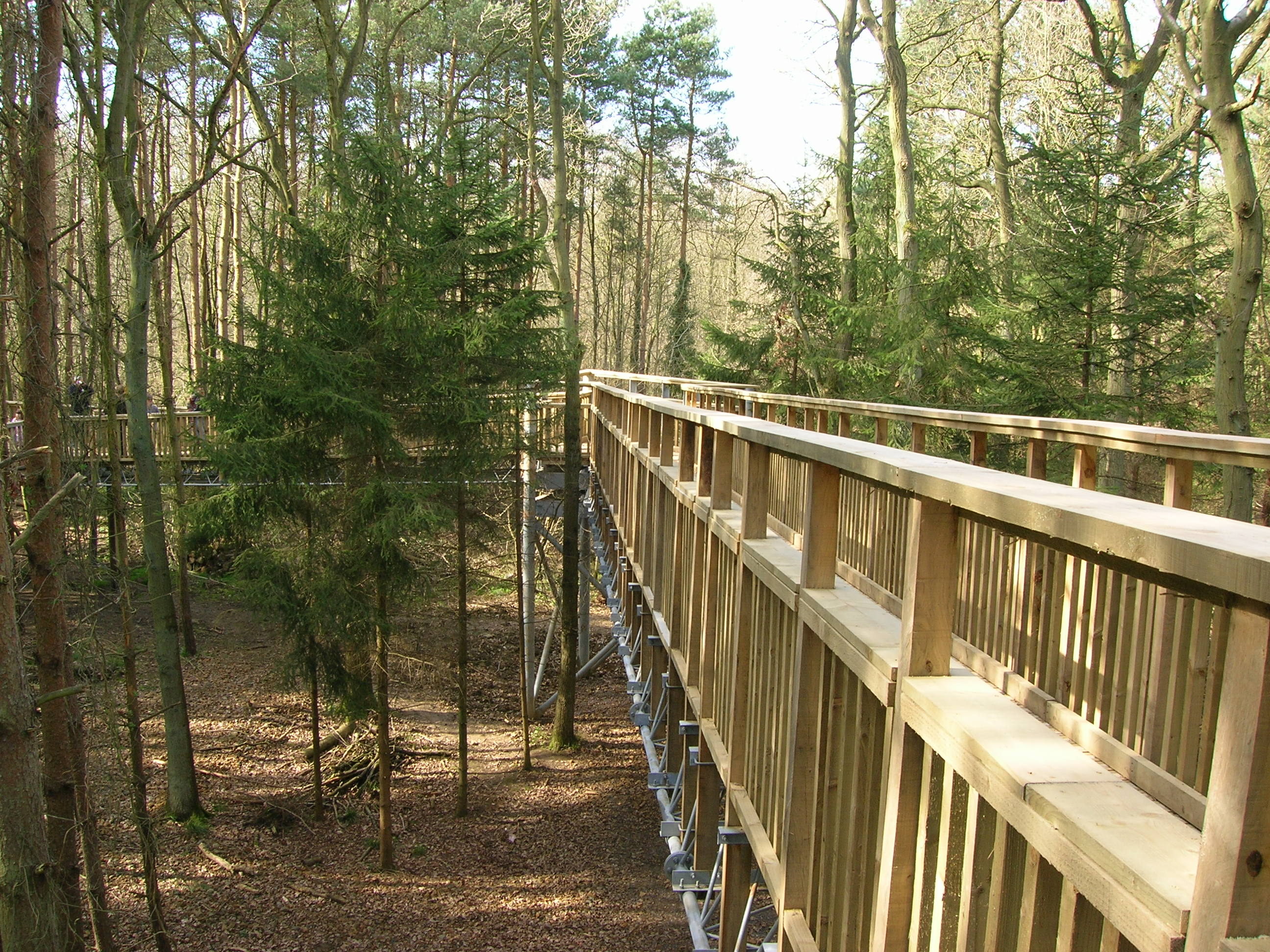
Passerelle de visite de la Forêt royale de Salcey (Royaume-Uni) permettant de visiter cette ancienne forêt médiévale conservée comme forêt royale pour la chasse et aujourd'hui ouverte au public. Ce site est classé pour son intérêt patrimonial, écologique et scientifique.

Ces « forêts » dont certaines abritent des landes, des zones humides, des villages et des champs, ou de vastes châteaux fortifiés, puis d'apparat, des pièces d'eau artificielles, des allées de hêtres ou d'autres arbres majestueux, et en France d'importants réseaux routiers et de drainage pouvaient avoir d'importantes fonctions symboliques (Saint Louis rendait la justice sous un chêne) et culturelles et être plus ou moins ouvertes au peuple.
Certaines forêts d'Europe de l'Ouest ont été épargnées par les grands défrichements médiévaux grâce à ce statut. Une partie de la forêt de Białowieża a même ainsi pu être conservée dans un état réputé très proche de ce que serait une forêt primaire en Europe centrale et de l'Ouest.

## Origines du concept
Dans l'Antiquité, Salluste pour désigner un espace boisé, utilisait le terme saltuosus qui évoque les saltuarii ou les silvarum custodes qui administraient les forêts. Aux époques mérovingienne (481-751) et carolingienne (751–987), le mot saltus désigne fréquemment les zones de bois et landes, plutôt semble-t-il quand elles appartenaient au fisc royal ou impérial.
Le concept de forêt royale tel qu'il s'entend en Europe, semble s'être développé au Moyen Âge au moins depuis les « forestes » royales des Carolingiens. Sous Charlemagne (747-814) l'expression silva forestis issue du latin classique forum (« forum » puis « tribunal ») indiquait que la « forêt royale » relevait de l'autorité et de la justice, et donc du roi ou de l'empereur, ce qui ne signifie pas qu'elle ne soit pas exploitée, mais certaines parties en semblent déjà réservées à l'usage des chasses royales, et pour l'agrément des cours. Au Moyen Âge, silva forestis s'appliquait aux chasses seigneuriales ; son sens avait évolué il signifiait alors « forêt hors de l'enclos », issu du latin foris (« hors de »), zone dans laquelle il est défendu de défricher et où la chasse est interdite et gardée pour le roi. Le terme foresta, utilisé seul, désignera ensuite les forêts, à partir de la seconde moitié du XIIe siècle en France.
La notion de « forêt royale » a été introduite en Angleterre à partir du continent européen par les Normands, à la fin du XIe siècle mais elle a atteint son apogée à la fin du XIIe siècle et début XIIIe siècle : un tiers de la surface de l’Angleterre était alors considérée comme « Forêt royale », expression qui à cette époque, n’impliquait pas que la terre soit boisée ; il pouvait tout aussi bien s’agir de landes ou de pelouses, ou de tourbières et autres zones humides, mais toujours susceptibles d’accueillir du gibier.
Dans tous les cas, la loi sur la forêt (« Forest law ») s’y appliquait en prescrivant de sévères punitions pour certaines infractions, en particulier, la chasse ou le piégeage sans autorisation. L’application de cette loi a été en Angleterre abolie au milieu du XVIIe siècle mais de nombreuses forêts anglaises portent encore le titre de « Royal Forest ».
Colbert avait besoin de chênes pour la marine, ce qui lui a fait protéger certains massifs et planter des chênaies, comme en forêt royale de Tronçais. En 1661, lorsque Colbert prend la direction de l'administration des forêts, la situation des bois en France, et notamment dans le domaine royal, était mauvaise, plus que pour les siècles précédents.
Il semblerait que certaines de ces forêts aient aussi été conservées comme éléments stratégiques de défense jusqu'au XIXe siècle, voire jusqu'au début du XXe siècle avant que l'aviation, le génie militaire et l'artillerie lourde puis les moyens d'observations satellitaires ne rendent caduc l'intérêt des forêts pour s'y cacher ou bloquer une éventuelle invasion, à ne pas confondre avec les « forêts de guerre » plantées sur les zones rouges après la Première Guerre mondiale.
Quelques familles princières, ducales ou royales, dans certains pays (Royaume-Uni, Grand-Duché de Luxembourg…), jouent encore un rôle plus ou moins important dans le maintien de ces forêts aujourd'hui souvent ouvertes au public, mais aussi parfois pour partie classées en réserves naturelles intégrales.

## Typologies
On peut distinguer deux grands types d'aménagement :
- des forêts royales, très peu aménagées et réservées à la chasse de grands animaux sauvages, comme en Pologne,
- des forêts très aménagées, soit parce qu'elles jouxtent un château qui abritait la cour ou une partie de la cour. Ces forêts sont généralement quadrillées de routes et chemins qui transforment ces massifs en damiers de parcelles où la chasse, mais aussi la surveillance sont rendues plus faciles.

En Europe, à partir du siècle des lumières et du modèle royal français, on s'est employé à encore humaniser les forêts, à les nommer et à les fragmenter pour mieux les maîtriser en les quadrillant d'allées et de layons, puis on les a plantées et « rationnellement » gérées.

### Éléments de vocabulaire
On parle aussi au Royaume-Uni d'« afforestation » pour désigner les opérations de reboisement (éventuellement en forêt royale) faites longtemps après la disparition de la forêt, alors que le mot anglais « reforestation » désigne plutôt la régénération d'une forêt peu après une coupe rase.

## Forêts royales etséquelles de guerre
Les forêts ont toujours été stratégiques du point de vue militaire. Elles ont servi de réserve de bois de marine et charpente, mais surtout d'abri ou de cible à toutes les armées, maquis et résistances, ou réfugiés fuyant les conflits.
Parfois on les a pillées ou détruites dans le cadre d'une stratégie dite de la « terre brûlée ».
Nombre de ces forêts ont été utilisées lors des deux guerres mondiales pour y cacher le matériel d'infanterie, ce qui les a transformées en champ de bataille et donc en cibles privilégiées, ce qui explique une partie de leur pollution par le plomb ou d'autres métaux lourds pour celles qui au XXe siècle, étaient en France situées dans la zone rouge, de vastes forêts dites « de guerre » ont été artificiellement plantées sur des sites agricoles rendus incultivables par les séquelles de guerre et localement en Allemagne ou en France sur des sites gravement pollués par des accidents liés à la production d'usines d'armement ou d'usine produisant en amont les toxiques chimiques ou les métaux utilisés dans les munitions (plomb, cadmium, zinc, cuivre, mercure, etc.). Des forêts comme celle de Verdun contiennent encore des quantités considérables de munitions non explosées, dont certaines chimiques (chargées de « gaz de combat »).

## En France
Les rois francs assoient leur pouvoir sur la possession de la terre. La puissance du roi, chef des principaux clans aristocratiques, se mesure aux richesses qu'il obtient de la guerre et de la chasse. L'abondance de sa table, particulièrement en termes de venaison, suppose l'existence de réserves étendues de gibier noble. Dans l'affrontement avec les clans rivaux, le roi s'approprie, pour son usage exclusif, les saltus qui jusqu'alors étaient parcourus par l'ensemble des aristocrates. Le patrimoine forestier royal, en Ardenne ou dans l'ancienne forêt des Silvanectes, fut réparti en « forestes », espaces réservés aux chasses et associés à une résidence royale, occupée quelques semaines par an, à l'occasion des périples de la Cour itinérante.
Le roi et la noblesse dans leur imaginaire, percevaient la forêt comme une « vaste solitude où prospèrent les bêtes sauvages ». Cette conception qui touche au religieux, d'espaces sauvages et barbares qui tranchent sur la civilisation, et qui a été renforcée par les romantiques au XIXe siècle est cependant très éloigné de la situation des forêts, déjà pour la période franque, parcourue par de nombreux utilisateurs qui y trouvent leur moyen de subsistance. L'institution des forestes au VIIe siècle, espaces sauvages que le roi exclut de l’usage commun, ou tout du moins qu'il se réserve pour la chasse, a donc une signification très forte : selon Grégoire de Tours, en 590, le roi Gontran aurait fait lapider son chambellan pour avoir tué un auroch dans une forêt royale des Vosges (silvam Vosagum, Vosegus, la Vôge),,.
Charlemagne permet à l'abbé et aux moines de Saint-Bertin de chasser dans leurs propres bois, mais il fait exception pour les forêts à son usage ; le capitulaire de Quierzy fournit une liste des forêts où le fils de Charles le Chauve n'a pas le droit de chasser. Les aristocrates peuvent aussi posséder des forêts: Louis le Pieux les tolère si elles sont anciennes.
L'institution des forest se désagrège en France en même temps que la puissance carolingienne ; « forestis » ne désigne plus alors le district de chasse, « mais il prend un sens purement géographique ». Il n'en est de même pour l'Allemagne et pour l'Angleterre.
Jusqu'à la Révolution française, activité qui prime sur tous les usages forestiers, autour de la chasse seigneuriale ou royale vont s'affronter violemment puissants et communautés paysannes. La codification des usages de la forêt résulte souvent de compromis ou de conflits violents entre ces deux groupes d'utilisateurs de la forêt.
La Forêt de Fontainebleau est une possession des Capétiens dès le XIe siècle. Entre autres forêts royales :
- Forêt d'Orléans
- Forêt de Fontainebleau
- Forêt de Compiègne
- Forêt de Rambouillet
- Forêt royale de Sainte-Croix-Volvestre
- Forêt royale de Bercé
- Forêt de Saint-Germain-en-Laye
- etc.

Une ordonnance de 1291 par Philippe IV le Bel instaure la maîtrise des eaux et des forêts. En 1518, l’ordonnance de François Ier met en place des mesures concernant le domaine royal, étendues aux bois et aux forêts du royaume. Les réformations deviennent rares avec les guerres de religion. L’ordonnance de Colbert de 1669 met en ordre les forêts royales et réglemente l’exploitation des bois. La réformation réelle entreprise par Colbert des 1 318 000 arpents de bois royaux, soit 650 000 hectares - sans compter les bois ecclésiastiques et communaux - est exécutée par deux séries d'administrateurs : les intendants, généralement maîtres, mais aussi un petit nombre de techniciens, forestiers le plus célèbre d'entre eux fut Louis de Froidour, qui se fit connaître dans la réformation des forêts de l'Ile de France, puis fut chargé de celle du département du Languedoc, plus les Pyrénées, le Quercy et l'Angoumois.
Tout au long de l’année 1790-1791, des débats se focalisent d'un octroi domanial au roi devenu citoyen. Dans un premier projet, les domaines de la Couronne aux environs de Paris, les anciennes résidences royales sont abandonnées à la monarchie, à l’exception des châteaux de Choisy-le-Roi, Madrid, Blois, La Muette, Vincennes et Chambord destinés à la vente. En réponse le 18 août 1790, le roi entend se réserver, en sus du Louvre et des Tuileries, les châteaux et domaines de Vincennes, Meudon, Saint-Germain, Saint-Cloud, La Muette, Choisy, Versailles, Fontainebleau, Compiègne, Rambouillet, Chambord; en outre, les biens ecclésiastiques qui y sont enclavés ainsi que les terres du Pin en Normandie et de Pompadour en Limousin où sont établis les haras royaux ; la plupart des terres attenantes à ses principales résidences historiques que l'on pourrait regrouper derrière une enceinte unique. Les « appétits domaniaux » de Louis XVI semblent tenir à sa volonté de pratiquer la chasse, sans entraves, « entretenir du fauve », aux environs de la capitale ; (tels sont en tout cas le Vincennes et Muette). Subordonnant « ses jouissances personnelles à l’intérêt public », il se ravise le 27 août 1790, renonçant aux châteaux de La Muette, Choisy, Marly, Meudon, Chambord, à leurs dépendances, ainsi qu’aux biens ecclésiastiques.

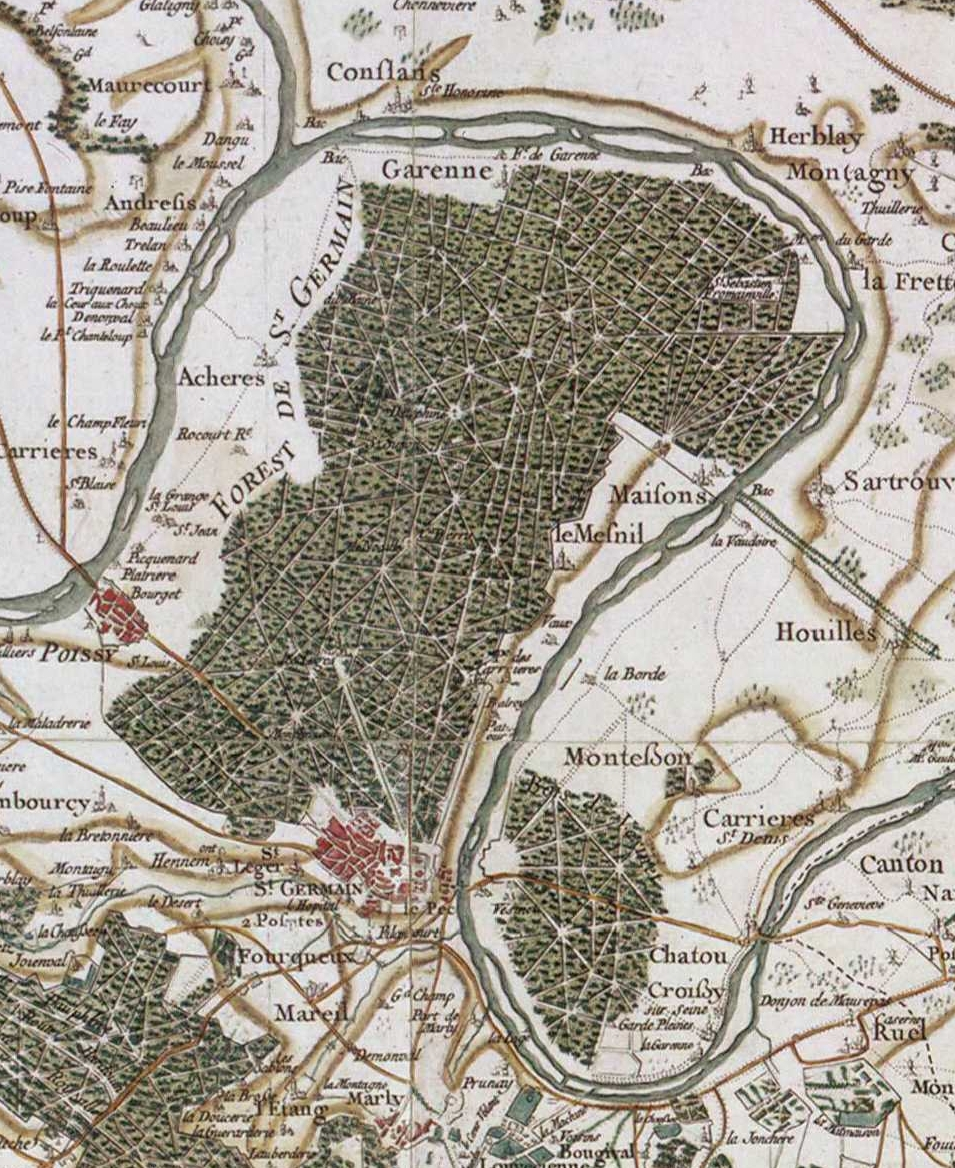
Saint-Germain-en-Laye et sa forêt dans une boucle de la Seine vers 1780 (carte de Cassini).

Le 26 mai 1791, alors que les bien nationaux sont à la vente, les députés adoptent une liste limitée de bien que le roi Louis XVI peut conserver au titre de la liste civile. Elle se limite au Louvre, aux Tuileries, à Versailles, Saint-Cloud, Saint-Germain-en-Laye, Rambouillet, Fontainebleau, Compiègne et le château de Pau, ainsi que les domaines et les bois qui dépendent de ces résidences. Ces dépendances sont loin d'être négligeables puisqu'elles produisent un revenu annuel d'un million de livres.
Les forêts royales sont par la suite confisquées par l'État (on dit réunies au domaine). Réputées inaliénables,un discours sur l’aliénation éventuelle des forêts domaniales voit le jour. Au cours du XIXe siècle, jusqu’en 1876, date du transfert de la gestion du ministère des Finances au ministère de l’Agriculture, de nombreuses forêts domaniales sont aliénées afin d’alimenter les finances publiques, notamment pour solder les frais de l’épisode napoléonien (les lois du 23 septembre 1814 et du 25 mars 1817 autorisent respectivement la vente de 300 000, puis de 150 000 hectares de forêts domaniales ; l'Édit de Moulins permettait déjà l’aliénation « pour la nécessité de la guerre ») ; estimée à 1 717 725 ha en 1814, les forêts domaniales voient leur superficie baisser jusqu’à 1,1 million d’hectares (à la suite d’achats, le domaine forestier de l’État va remonter à son niveau de la fin du XVIIIe siècle). Malgré la vente des biens des émigrés et des biens ecclésiastiques, beaucoup de grandes forêts demeurent aristocratiques (ouest de la France et périphérie du Bassin parisien). En 2020, les forêts dont l’État est propriétaire proviennent à 40 % seulement des anciennes forêts royales (non encore citée, la forêt de Bretonne, la Forêt de Chaux, etc.). Pour 20 %, il s’agit de forêts abbatiales et princières intégrées au domaine de l’État à la Révolution.

### En Normandie
Les ducs de Normandie, devenant propriétaires de toutes les forêts de Normandie, à cette époque parmi les plus importantes de France, reprennent à leur compte l'ancien droit carolingien, tout en créant un droit coutumier spécifiquement normand qui s'exportera en Angleterre après la Conquête normande de l'Angleterre en 1066. La société devient féodale tournant Xe et XIe siècles, et des pans entier du domaine sont aliénés à des seigneurs et ecclésiastiques. En 1204, le roi de France Philippe Auguste confisque la Normandie et la rattache au domaine royal, les forêts ducales deviennent royales.
Avant la conquête de la Normandie, il ne semble pas y avoir de procédure généralisée de contrôle du prélèvement du bois de construction ou de chauffe sur les domaines du roi. Promulguée durant le Parlement de la Toussaint 1280 sous le règne de Philippe III le Hardi, une ordonnance vise à réglementer l’exercice des droits d’usage dans les forêts royales. Elle vise à systématiser la livrée — « une permission accordée par le forestier à l’usager, aux prélèvements de bois de chauffage et de construction » — et à recadrer les anciennes coutumes devenues inadéquates — car datant d’une époque où la pression démographique sur les forêts n’était pas aussi importante — et génératrices de conflits. De nouvelles ordonnances sous le règne de Philippe le Bel, au Parlement de la Toussaint 1287, démontrent que les ambitions royales ne s'arrêtent plus aux seules forêts royales.
Les droits particuliers propres au forêt royales normandes sont formalisées dans le Coutumier des forêts d'Hector de Chartres (entre 1398 et 1409, ou peu après).
Listes d'anciennes forêts royales normandes :
- Forêt royale de Cerisy
- Forêt de Brotonne
- Forêt de Roumare
- Forêt de Lyons
- Forêt de Louviers
- Forêt de Breteuil et Forêt de Conches
- Forêt de la Londe-Rouvray
- Forêt d'Eawy
- Forêt du Perche
- Forêt domaniale du Trait-Maulévrier
- etc.

## Au Royaume-Uni
Ce pays est, pour des raisons historiques, celui qui dispose en Europe aujourd'hui le plus de forêts royales qui sont (dénominations anglaises).
Guillaume le Conquérant, grand amateur de chasse, lorsqu'il a conquis le pouvoir en Angleterre, a créé un nouveau système de droit forestier, parallèle à la common law, et visant la protection des animaux et celle de leur habitat forestier ou naturel pour permettre aux nobles d'exercer durablement l'activité de chasse.
Cette loi forestière classait les infractions en deux catégories selon qu’elles concernent :
- Les atteintes au « vert » (« trespass against the vert »)
- Les atteintes à la « venaison » (gibier)

Cinq animaux forestiers étaient strictement protégés de la chasse (autre que royale) par la Forest law selon John Manwood. Le cerf (Cervus elaphus), le daim, le sanglier, le lièvre et le loup sachant qu’en Angleterre insulaire, où les forêts étaient déjà très fragmentées, les chasses au sanglier et au loup étaient si répandues et efficaces qu’elles avaient déjà causé l’extinction de ces deux animaux dans la nature à la fin du XIIIe siècle.
Toujours pour les intérêts de la chasse royale, cette protection a donc été étendue aux autres animaux chassés daim, renard, martre, et chevreuil, et même certains animaux piégés et élevés dans les basses-cours (lièvre, lapin, faisan et perdrix).
Les atteintes à la végétation (« Trespasses against the vert ») comprenaient notamment l’appropriation d’un bien public par une personne, l’enclosure d'un pâturage, l'érection d'un bâtiment sur les terres désignées comme forêt royale, l’essartage (déboisement pour l'agriculture) et de manière générale la coupe de tout arbre ou le débroussaillage.
Ces lois s'appliquent à tout sol inclus dans les limites de la « forêt », même pour un propriétaire, alors qu’une charte de 1217 (« Charter of the Forest ») avait convenu que tout homme libre de posséder des terres dans la forêt jouissait des droits de pâture (« agistment » et « pannage » (alimentation des porcs en forêt, notamment pour qu’ils y mangent librement les glands et champignons)
En outre, les habitants de la forêt avaient interdiction de porter ou transporter des armes de chasse et d’y entrer avec des chiens. Des « mastiff » (terme anglais équivalent à molosse en français) étaient autorisés comme chien de garde ou de défense, à condition qu’ils aient été privés de leurs griffes pour qu’ils ne chassent pas.
Les terres « disafforested » (déboisées) à l'orée des forêts étaient désignées dans la loi forestière par le mot purlieu ; l'agriculture y était autorisée mais non la chasse, qui restait réservée aux roi et à ceux qu’il autorisait à chasser).
Un droit provisoire de chasse (« warren » en anglais) est éventuellement accordé à la noblesse locale contre paiement d’une taxe.
Un poème anglais, The Rime of King William, paru en 1087, l'année de la mort de Guillaume le Conquérant et inséré dans la Peterborough Chronicle, exprime en anglais l'indignation du peuple contre cette législation forestière qui prive de nombreux serfs du droit d'exploiter les terres de leurs suzerains, en particulier pour la chasse et l'exploitation du bois.
Droits et privilèges : Les rois anglais ont rapidement utilisé la forêt royale comme source de taxes et revenus. La noblesse locale et les clercs pouvaient « louer » des droits de chasse et de « warren », ou une licence royale donnant droit à une certaine quantité de gibier. Les habitants de la forêt pouvaient bénéficier, selon leur localisation, de droits ou dérogations les autorisant à se servir en bois de chauffage, à pratiquer la pâture de vaches (« agistment ») ou de des porcs en forêt, à couper l’herbe comme combustible (opération dite « Turbary »), récolter des produits de la forêt (fruits, champignons, mousses, fougères, genets…). Des autorisations de défrichement (essartage) étaient parfois accordées.
Des autorités forestières : Les juges de la forêt étaient la « justice in Eyre » et les « verderers ». Un warden était personnellement garant du respect de la loi forestière. Étant souvent une personnalité éminente, il pouvait être représenté par un « deputy ». Il supervisait les forestiers et leurs employés (under-foresters). Ils devait collecter les taxes sur l’usage des forêts royales et appréhender les auteurs d'infractions et les punir, avec l’aide d’agents dont la hiérarchie est confuse. « Constable », « foresters-in-fee », puis « woodwards », qui détenaient des terres en forêt en échange d'un loyer. Ils ont exercé divers privilèges au sein de leurs « bailiwicks ». Ils avaient des subordonnés dits « sous-forestiers » ou « rangerss ». Les rangers étant parfois qualifiés de patrouilleurs de la purlieu. Un autre groupe, de « serjeants -in-fee », et plus tard, de forestiers-en-taxe (« foresters-in-fee ») étaient récompensés par de petites successions en échange de leurs services (patrouiller en forêt et d'appréhender les délinquants). Ce droit a nécessité une cartographie des forêts, faite par des géomètres ou arpenteurs dits « Surveyors » qui déterminaient les limites légales de la forêt. Des « regarders » étaient quant à eux chargés de surveiller ces limites, d’enquêter et signaler leur non-respect à la cour de justice. Leurs visites étaient rares mais ils limitaient les collusions entre forestiers autorisés et délinquants locaux.
Ce qui reste des anciennes forêts royales a continué d'être en théorie géré au nom de la couronne, mais les droits touchés par les roturiers se sont après le XVIIe siècle souvent avérés plus élevés que les droits de la couronne. À la fin du XVIIIe siècle et début XIXe siècle un besoin de chêne s'est manifesté pour la Royal Navy, ce qui a conduit à des mesures de plantations. En 1810, la responsabilité des bois a été transférée des "Surveyors-General" à un nouveau (Commission of Woods, Forests, and Land Revenues) ensuite remplacé par la Forestry Commission qui gère encore ces forêts.

## En Allemagne
L'expression forestis n'était peut-être à l'origine chez les Francs que le pendant des coopératives de chasse et de pêche (Markgenossenschaft). Ce que l'on appelait forestum dans les documents latins était en allemand le Wildbann ("interdiction de la faune"), dans le Saint Empire romain germanique une forme spécifique de privilège royal de chasse.
La forêt mentionnée dans un Wildbann s'appelait Wildbannforst ou Bannforst. À l'origine, seul le roi avait le droit de chasser dans un Wildbann. Les droits de chasse étaient également délégués à d'autres contre rémunération. Ils devaient payer le wildgeld ("argent de la faune").. Cependant, dans les documents latins de la période suivante, le forestum apparaît également dans le sens de forêt spéciale (Sonderwald), comme l'opposé de Mark et Almendewaldungen.